# Rhododendron piercei
Rhododendron piercei är en ljungväxtart som beskrevs av Davidian. Rhododendron piercei ingår i släktet rododendron, och familjen ljungväxter. Inga underarter finns listade i Catalogue of Life.